# Harpactea villehardouini
Harpactea villehardouini là một loài nhện trong họ Dysderidae.
Loài này thuộc chi Harpactea. Harpactea villehardouini được miêu tả năm 1979 bởi Brignoli.